# Lisa Boyle
Lisa Boyle (* 6. August 1964 in Chicago, Illinois) ist eine US-amerikanische Schauspielerin, Fotomodel und Fotografin. In ihren Filmen nennt sie sich manchmal Cassandra Leigh.

## Leben
Boyle ist litauischer, polnischer und irischer Abstammung und interessierte sich als Kind für Gymnastik, Tanz und Gesang. Zwar wollte sie ihre Hobbys zum Beruf machen, bekam aber noch an der High School die Möglichkeit bei Foto-Sessions mitzuwirken und verdiente ihr erstes Geld als Model. Ihre Ausbildung an der Steinmetz High School in Chicago schloss sie 1986 ab und startete zunächst 1988 eine Schauspielkarriere mit einer Rolle in dem Film Zebo, der Dritte aus der Sternenmitte (Earth Girls Are Easy). In der US-amerikanischen Sitcom Eine schrecklich nette Familie (Married with Children) hatte sie 1993 einen kurzen Auftritt als Miss Bubbles Double Dee, dem ersten NO MA’AM-Girl, 1993 bis 1996 spielte sie in fünf weiteren Episoden Kelly Bundys Freundin Fawn.
Ihre Karriere als Fotomodell begann Boyle 1992. Im Oktober 1995 wurde sie Covergirl des Playboy-Magazins. Zuvor arbeitete sie neben der Schauspielerei in einem Hard Rock Café in Chicago. Es folgten kommerziell erfolgreichere Filme und Rollen wie Opfer der Lust (I like To Play Games) aus dem Jahre 1995, in dem sie eine verführerische Frau verkörpert. Der Film fand auch in Deutschland Anklang. Boyle drehte daraufhin weitere Erotik-Filme, wie 1998 Sheer Passion mit Freundin Shyra Deland oder den Thriller Pray for Power aus dem Jahr 2001. Zwischendurch war sie immer mal wieder in größeren Hollywood-Produktionen zu sehen, so 1995 in Bad Boys – Harte Jungs mit Will Smith, oder 1997 in Im Körper des Feindes mit Nicolas Cage.

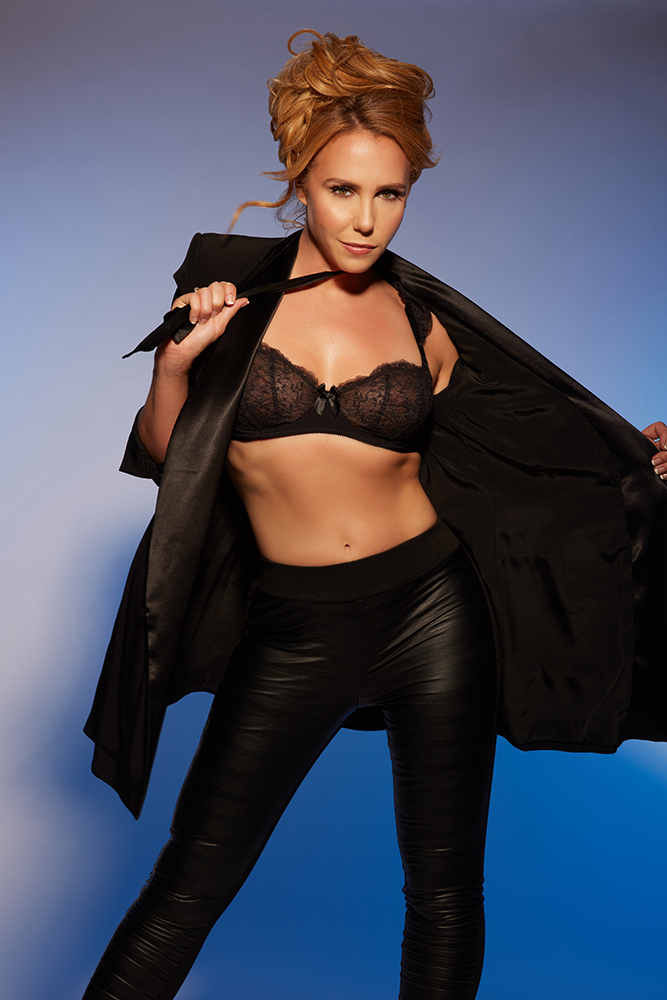
Die Fotografin, Regisseurin und Podcasterin Holly Randall, fotografiert von Lisa Boyle (2016)

Nach ihrer aktiven Karriere als Modell wechselte Boyle hinter die Kamera und wurde Fotografin.

## Auftritte in Playboy Special Editions
- Playboy's Girls of Summer Juni 1993 – Seite 73
- Playboy's Book of Lingerie Vol. 42 März 1995 – Cover
- Playboy's Girls of Summer July 1995 – Seiten 70/71
- Playboy's Book of Lingerie Vol. 47 Januar 1996 – Cover
- Playboy's Sexy Swimsuits Februar 1996 – Seiten 35–37, 68, 70/71, 80, 82/83, 92/93
- Playboy's Book of Lingerie Vol. 53 Januar 1997 – Cover
- Playboy's Book of Lingerie Vol. 54 März 1997 – Cover
- Playboy's Book of Lingerie Vol. 58 November 1997 – Michael Bisco, Seiten 16–21
- Playboy's Book of Lingerie Vol. 59 Januar 1998 – Mizuno, Seiten 10–13
- Playboy's Book of Lingerie Vol. 60 März 1998 – Seiten 16/17
- Playboy's Book of Lingerie Vol. 62 Juli 1998 – Seiten 76/77
- Playboy's Girlfriends Juli 1998 – Seiten 56/57, 64/65, 88–91
- Playboy's Book of Lingerie Vol. 65 Januar 1999 – Seiten 82/83
- Playboy's Book of Lingerie Vol. 74 Juli 2000 – Seiten 14/15
- Playboy's Book of Lingerie Vol. 77 Januar 2001 – Seiten 12–17

## Filmografie (Auswahl)
- 1988: Zebo, der Dritte aus der Sternenmitte (Earth Girls Are Easy)
- 1993: Basic Values: Sex, Shock & Censorship in the 90's (Fernsehserie)
- 1993: Midnight Witness
- 1993: Road to Revenge
- 1993: Eine schrecklich nette Familie (Married… with Children, Fernsehserie, 5 Folgen)
- 1994: Concealed Weapon
- 1994: Midnight Tease
- 1994: On The Edge
- 1994: Mission Voyager – Todesflug zum Planeten Trion (Terminal Voyage)
- 1995: Showgirls
- 1995: Opfer der Lust (I Like Too Play Games)
- 1995: Red Shoe Diaries 5: Weekend Pass
- 1995: Friend of the Family
- 1995: Bad Boys – Harte Jungs (Bad Boys)
- 1995: Caged Heat 3000
- 1995: Criminal Hearts
- 1995: Guns and Lipstick
- 1995: Baywatch – Die Rettungsschwimmer von Malibu (Baywatch, Fernsehserie)
- 1995: When the Bullets Hits the Bone
- 1996: The Nutty Professor
- 1996: Alien Terminator
- 1996: Daytona Beach
- 1996: Dreammaster: The Erotic Invader
- 1997: Leaving Scars
- 1997: Im Körper des Feindes (Face/Off)
- 1997: Intimate Deception
- 1997: Lost Highway
- 1997: The Night that Never Happened
- 1997: Time Hunters
- 1998: Sheer Passion
- 1999: Let the Devil Wear Black
- 1999: The Phantom Eye (Fernsehserie)
- 1999: The Last Marshall
- 2001: Pray for Power
- 2001: Lucky Numbers
- 2001: Black Scorpion (Fernsehserie)